# Velika ženska loža Njemačke
Velika ženska loža Njemačke (njem. Frauen-Großloge von Deutschland), skraćeno FGLD, je ženska slobodnozidarska velika loža u Njemačkoj. Osnovana je 1982. godine je kao Velika loža "Humanost". Članica je CLIMAF-a.

## Povijest

### Pozadina
Povijest ženskih loža u Njemačkoj započinje 1949. godine u Berlinu, u vremenu značajnih društvenih i političkih promjena. U poslijeratnom Berlinu, skupina progresivno orijentiranih slobodnih zidara nastojala je otvoriti prostor ženama unutar slobodnog zidarstva. Kroz oglas objavljen u dnevnom tisku privukli su pažnju brojnih žena zainteresiranih za slobodno zidarstvo. Kao rezultat toga, 1. srpnja 1949. godine osnovan je ženski Krug "Humanost i postojanost" u Berlinu, koji je djelovao prema slobodnozidarskih načelima. Time je postavljen temelj za razvoj ženskog slobodnog zidarstva u Njemačkoj, iako će proći još mnogo godina prije nego što će slobodne zidarke steći uvjete za osnivanje vlastite velike lože.
Podjela Njemačke predstavljala je značajnu prepreku za žene iz zapadnog dijela zemlje koje su željele pristupiti slobodnom zidarstvu. Tijekom 1970-ih godina, zainteresirane žene redovito su putovale u Berlin kako bi stekle znanja o slobodnom zidarstvu i bile primljene u tamošnju ložu.

### Formiranje velike lože
Do 1982. godine berlinski ženski krug djelovao je pod zaštitom Velike lože starih slobodnih i prihvaćenih zidara Njemačke, u okviru njezina berlinskog distrikta. Nakon što su se dvije vodeće berlinske velike lože, "Royal York" i "Stare dužnosti", priključile Velikoj loži Njemačke, otvoren je prostor za daljnji institucionalni razvoj ženskog slobodnog zidarstva. Godine 1982. godine osnovane su dvije nove lože: "Tuskul" u Düsseldorfu i "Ispod duge" u Wetzlaru. Time su bili ispunjeni uvjeti za osnivanje velike lože jer su, prema uobičajenim slobodnozidarskim pravilima, za njezino formiranje potrebne najmanje tri lože.
Tri ženske lože iz Berlina, Düsseldorfa i Wetzlara su 11. rujna 1982. godine formirale Veliku ložu "Humanost" (Großloge "Zur Humanität"). Uspostavom Velike ženske lože stečeno je pravo na samostalno osnivanje novih loža, pa je već sljedeće, 1983., godine u Mannheimu osnovana Loža "Unitas". Tijekom 1990-ih godina osnovane još četiri lože.

### Suvremena organizacija
Velika loža "Humanost" je 2000. godine promijenila naziv u Velika ženska loža Njemačke. Od 2000. godine prosječno se osnuje jedna nova ženska loža godišnje. 

## Ustroj
Sjedište Velike ženske lože Njemačke je u Berlinu.

### Lože
U srpnju 2025. godine pod okriljem ove velike lože djeluje 33 lože, od kojih se tri nalaze u Berlinu, po dvije u Düsseldorfu i Hannoveru te po jedna u Aachenu, Bielefeldu, Darmstadtu, Dortmundu, Dresdenu, Essenu, Flensburgu, Frankfurtu, Göttingenu, Hamburgu, Kölnu, Konstanzu, Lippstadtu, Mannheimu, Münchenu, Münsteru, Nürnbergu, Osnabrücku, Potsdamu, Recklinghausenu, Reutlingenu, Saarbrückenu, Weimaru, Wetzlaru i Wiesbadenu.
- Loža "Humanost i postojanost" (Loge Zur Humanität und Beständigkeit) br. 1, Berlin[5]
- Loža "Tuskul" (Loge Tusculum) br. 2, Düsseldorf[6] – nosi naziv po Tuskulu, antičkom grad na području Colli Albani, nedaleko od Frascatija, Italija.
- Loža "Ispod duge" (Loge Unter dem Regenbogen) br. 3, Wetzlar[7] – nosi naziv po dugi.
- Loža "Unitas" (Loge Unitas) br. 4, Mannheim[8] – nosi naziv po latinskoj riječi za jedinstvo.
- Loža "Sci Viam" (Loge Sci Viam) br. 5, Köln[9] – nosi naziv po latinskom izrazu koji znači "znati put".
- Loža "Izvor svijetla" (Loge Quelle zum Licht) br. 6, Wiesbaden[10]
- Loža "Tri stupa u znaku srebrnog čička" (Loge Drei Säulen im Zeichen der Silberdistel) br. 7, Reutlingen[11]
- Loža "Šipak u krugu" (Loge Im Kreise des Granatapfels) br. 9, Hannover[12]
- Loža "Vrt ruža" (Loge Rosengarten) br. 11, Dortmund
- Loža "Četiri elementa u svjetlu" (Loge Vier Elemente im Licht) br. 12, Darmstadt[13]
- Loža "Sofija" (Loge Sophia) br. 13, Essen[14]
- Loža "Temperantia" (Loge Temperantia) br. 14, Osnabrück – nosi naziv po latinskoj riječi za umjerentost.
- Loža "Koraci do svjetlosti" (Loge Stufen zum Licht) br. 15, Göttingen
- Loža "Simbol" (Loge Symbola) br. 16, Bielefeld[15]
- Loža "Europa u svjetlu" (Loge Europa im Licht) br. 17, Saarbrücken[16]
- Loža "Aurora" (Loge Aurora) br. 18, Nürnberg – nosi naziv po drugom nazivu za polarnu svjetlost.
- Loža "Stella Luminis" (Loge Stella Luminis) br. 19, München – nosi naziv po latinskom izrazu koji znači "zvjezdana svjetlost".
- Loža "Diotima" (Loge Diotima) br. 20, Aachen[17] – nosi naziv po Diotimi od Mantineje, starogrčkom liku u Platonovom dijalogu Simpozij.
- Loža "Constantia" (Loge Constantia) br. 21, Düsseldorf[18]
- Loža "Izida i Oziris" (Loge Isis und Osiris) br. 22, Hamburg[19] – nosi naziv po Izidi, božici magije, i Ozirisu, bogu plodnosti, u egipatskoj mitologiji; osnovana je 1991. godine pod okriljem Velike lože za muškarce i žene u Njemačkoj "Humanitas" pod kojom je radila do 2012. godine.[20]
- Loža "Markgrofov mozaik" (Loge Märkisches Mosaik) br. 23, Potsdam[21] – nosi naziv po markgrofu od Brandenburga.
- Loža "Lilit" (Loge Lilith) br. 24, Lippstadt[22] – nosi naziv po Lilit, prvoj Adamovoj ženi.
- Loža "Infinitas" (Loge Infinitas) br. 25, Hannover – nosi naziv po latinskoj riječi za beskonačnost.
- Loža "Nordijske ruže" (Loge Zu den nordischen Rosen) br. 26, Flensburg[23]
- Loža "Perpendiculum" (Loge Perpendiculum) br. 27, Münster[24] – nosi naziv po latinskoj riječi za okomito.
- Loža "Minerva" (Loge Minerva) br. 28, Weimar[25] – nosi naziv po Minervi, božici mudrosti u rimskoj mitologiji.
- Loža "Momentum" (Loge Momentum) br. 29, Dresden
- Loža "Tri svjetla na jezeru" (Loge Drei Lichter am See) br. 30, Konstanz
- Loža "Confidentia" (Loge Confidentia) br. 31, Frankfurt[26] – nosi naziv po latinskoj riječi za povjerenje.
- Loža "Zvijezda za slobodu" (Loge Stern zur Freiheit) br. 32, Berlin[27]
- Loža "Novi horizonti" (engl. New Horizons Lodge) br. 33, Berlin[28] – radi na engleskom jeziku.
- Loža "Svjetlo u noći" (Loge Licht bei der Nacht) br. 34, Recklinghausen[29]

### Uprava
Velikom ženskom ložom Njemačke upravlja velika majstorica (njem. Großmeisterin) koja se bira na trogodišnje razdoblje. Dosadašnje velike majstorice su:
- Christel Dreßler (1982. – ?.)
- Helga Widmann (2002. – 2010.)[30]
- Antje Hansen (?. – 2022.)

### Međunarodna suradnja
Velika ženska loža Njemačke je članica međunarodnog saveza CLIMAF.

### Obredi
Velika ženska loža Njemačke upravlja simboličkim stupnjevima plave lože (učenik, pomoćnik i majstor) i delegira upravljanje visokim stupnjevima na dodatna tijela i redove.

## Vanjske poveznice
- Službena stranica